# Ian Holloway
Ian Scott Holloway (* 12. března 1963, Kingswood, Anglie) je anglický fotbalový manažer, trenér a bývalý hráč, který od 11. listopadu 2016 trénuje anglický tým z druhé nejvyšší soutěže Queens Park Rangers FC.

## Hráčská kariéra
Svou kariéru kariéru začal v rodném klubu Bristol Rovers FC v roce 1981. Poté hrál za Wimbledon, Brentford, Torquay United, Queens Park Rangers, a nakonec se vrátil zpět do Bristol Rovers, kde se stal hrajícím manažerem před ukončením jeho hráčské kariéry v roce 1999.

## Trenérská kariéra
Za dobu, co Holloway trénuje, vystřídal sedm různých klubů, všech z Anglie. Čtyřikrát se mu podařilo dojít do play-off soutěže EFL Championship. Z těchto čtyřech pokusů dvě vyhrál a dvě prohrál. V letech 2010, respektive 2013 v týmech Blackpool a Crystal Palace finále vyhrál, ale v letech 2003 a 2012 nedokázal s týmy Blackpool a Queens Park Rangers.
Za dobu, co trénuje vystřídal od roku 1996 7 klubů, všech z Anglie.